# 1899 en musique classique
| \| • Retour à la chronologie générale de la musique classique • \| |
| Grèce • Rome • Haut Moyen Âge • VIIIe siècle • IXe siècle • Xe siècle • XIe siècle XIIe siècle • XIIIe siècle • XIVe siècle • XVe siècle • XVIe siècle • XVIIe siècle XVIIIe siècle • XIXe siècle • XXe siècle • XXIe siècle |
| • Retour à la chronologie générale de la musique classique • |

| Années en musique classique : 1896 - 1897 - 1898 - 1899 - 1900 - 1901 - 1902    |
| Décennies en musique classique : 1860 - 1870 - 1880 - 1890 - 1900 - 1910 - 1920 |

## Événements

### Créations
- 28 janvier : La Chanson perpétuelle d'Ernest Chausson, créée par Jeanne Raunay.
- 26 avril : La Symphonie no 1 (première version disparue) de Jean Sibelius, créée par l'orchestre philharmonique d'Helsinki sous la direction du compositeur (voir 1900).
- 3 mars : Une vie de héros, op. 40, poème symphonique de Richard Strauss, créée à Francfort-sur-le-Main.
- 7 mars :  La Symphonie no 3 de Fibich, créée à Prague par l'Orchestre philharmonique tchèque sous la direction du compositeur.
- 2 mai : La Symphonie no 2 en ré majeur op. 11 d'Hugo Alfvén, créée à Stockholm sous la direction de Wilhelm Stenhammar.
- 14 mai : La Symphonie no 3 d'Albéric Magnard, créée à Paris sous la direction du compositeur.
- 24 mai : Cendrillon, opéra de Jules Massenet, créé à l'Opéra-Comique, dirigé par Alexandre Luigini.
- 27 août : Gabriel Fauré dirige la reprise de Déjanire de Camille Saint-Saëns, en sa présence au Théâtre des Arènes, à Béziers.
- 3 novembre : La Fiancée du tsar, opéra de Nikolaï Rimski-Korsakov, créé au Théâtre Solodovnikov de Moscou.
- 4 novembre : Finlandia, poème symphonique de Jean Sibelius, créé par l'orchestre philharmonique d'Helsinki sous la direction du compositeur (voir 1940).
- 23 novembre : Le Diable et Catherine, opéra d'Antonín Dvořák, créé au Naroni Divadlo de Prague sous la direction d'Adolf Čech.
- 30 décembre : Les Saltimbanques, opéra-comique de Louis Ganne, créé au théâtre de la Gaîté.

Date indéterminée
- Le compositeur britannique Edward Elgar écrit ses Variations Enigma.
- Le compositeur américain Scott Joplin publie Maple Leaf Rag.
- Raoul Laparra compose l'opéra-comique Peau d'âne.
- Maurice Ravel, étudiant au Conservatoire de Paris, compose la Pavane pour une infante défunte.
- Arnold Schönberg compose La Nuit transfigurée pour sa future femme.

## Naissances

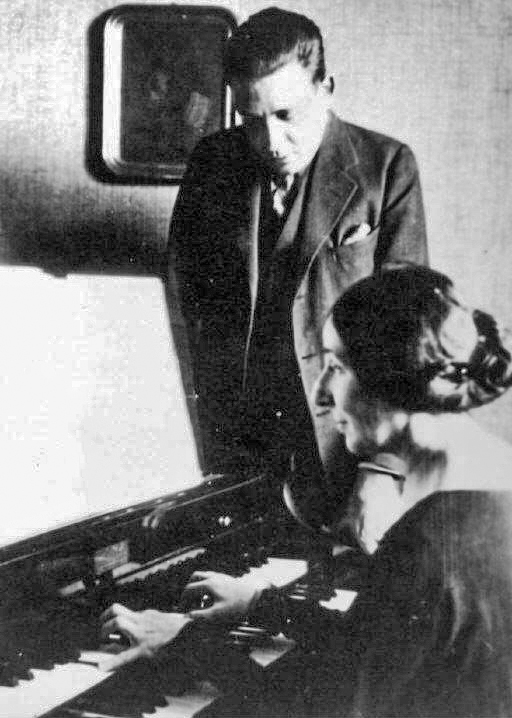
Francis Poulenc, avec Wanda Landowska

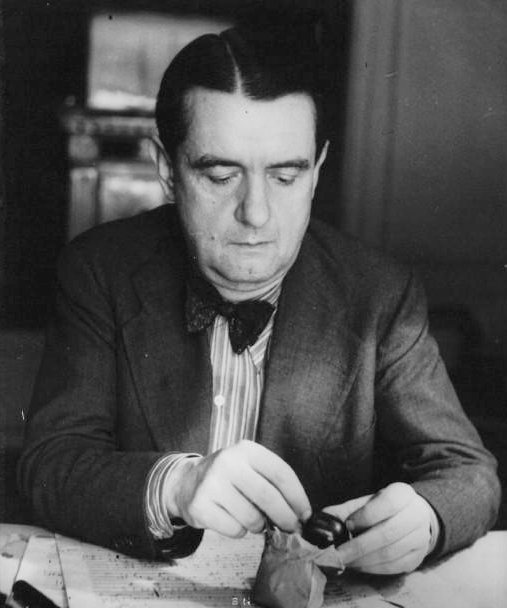
Georges Auric

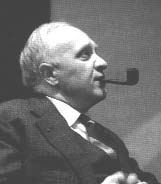
Robert Casadesus

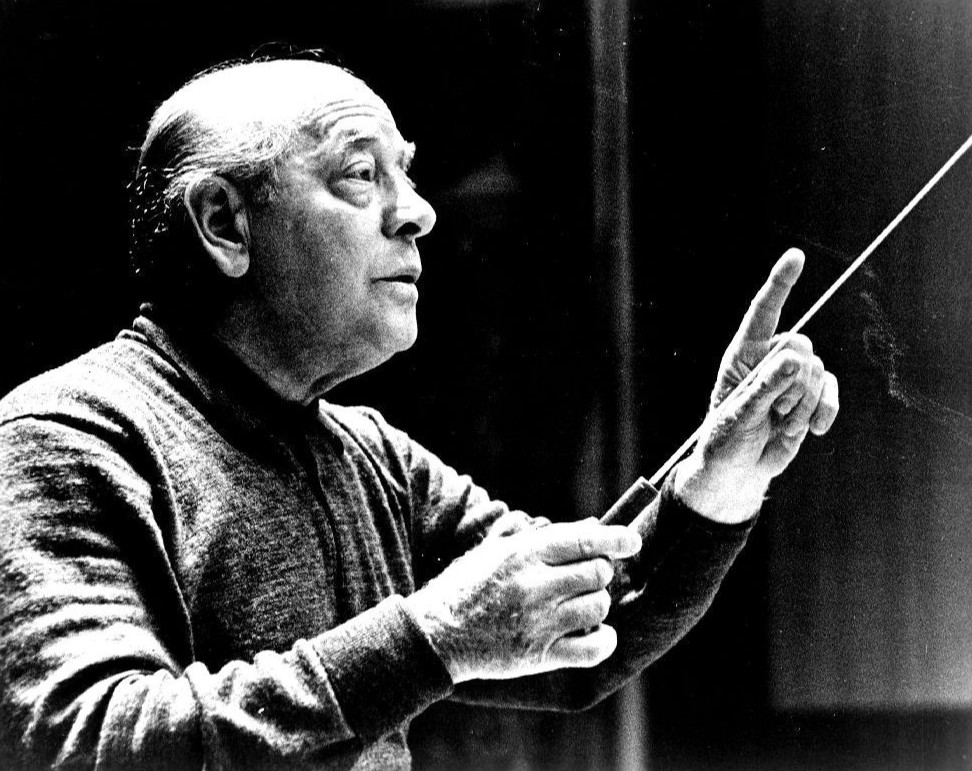
Eugene Ormandy

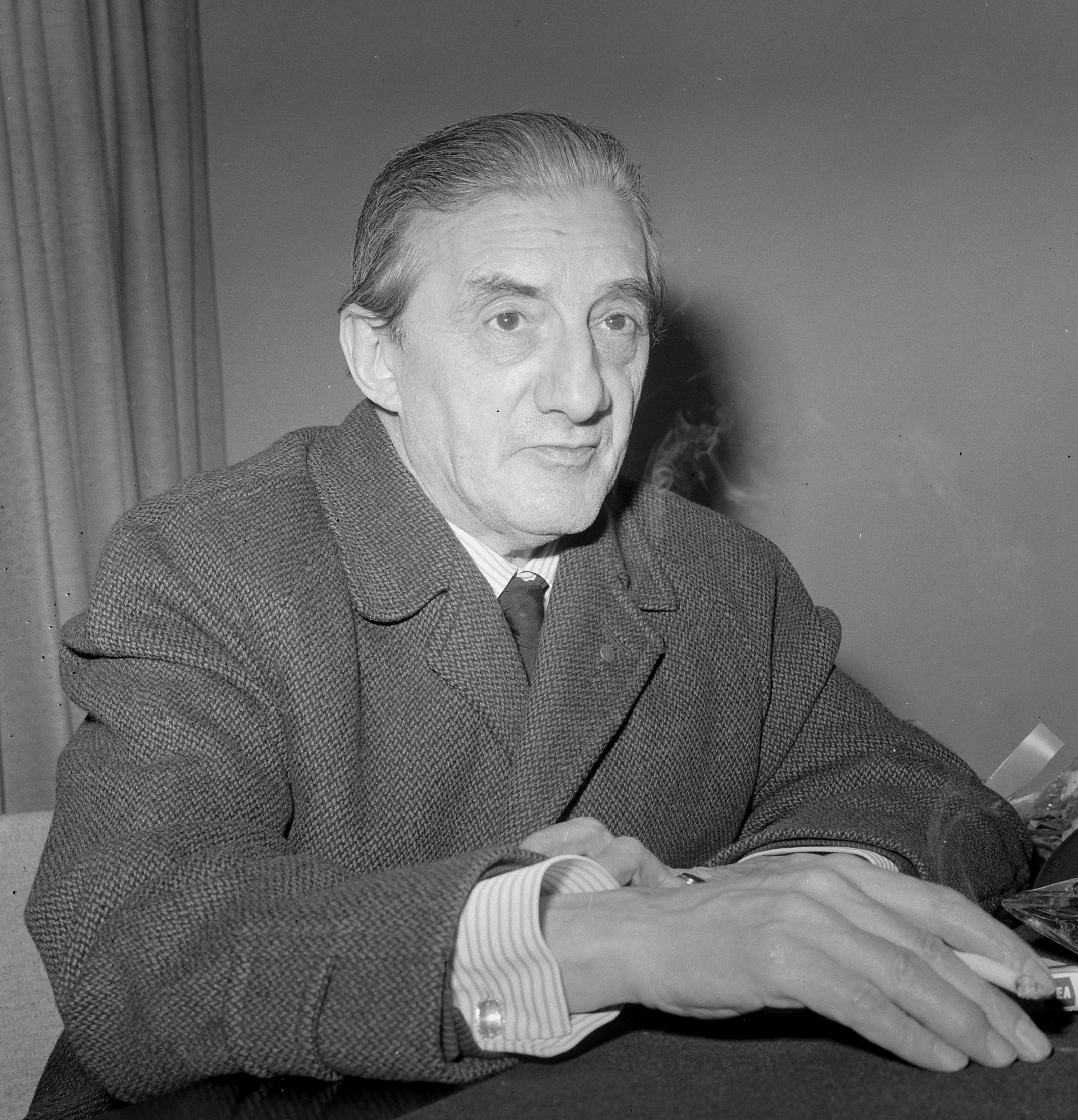
John Barbirolli

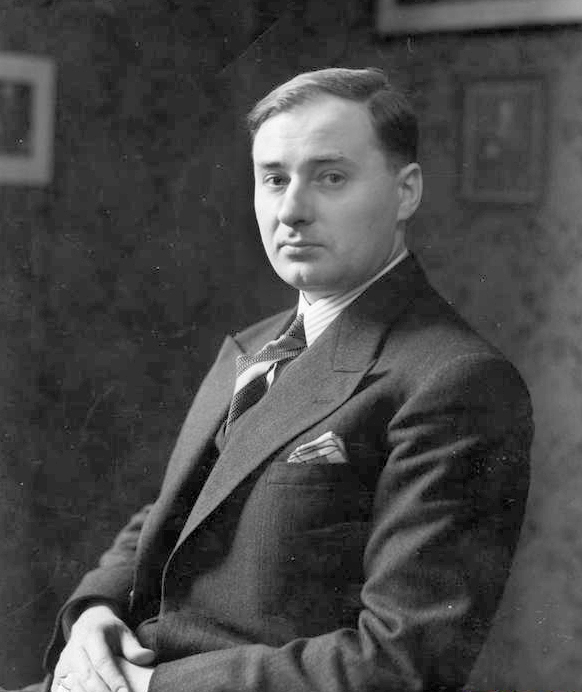
Bolesław Woytowicz

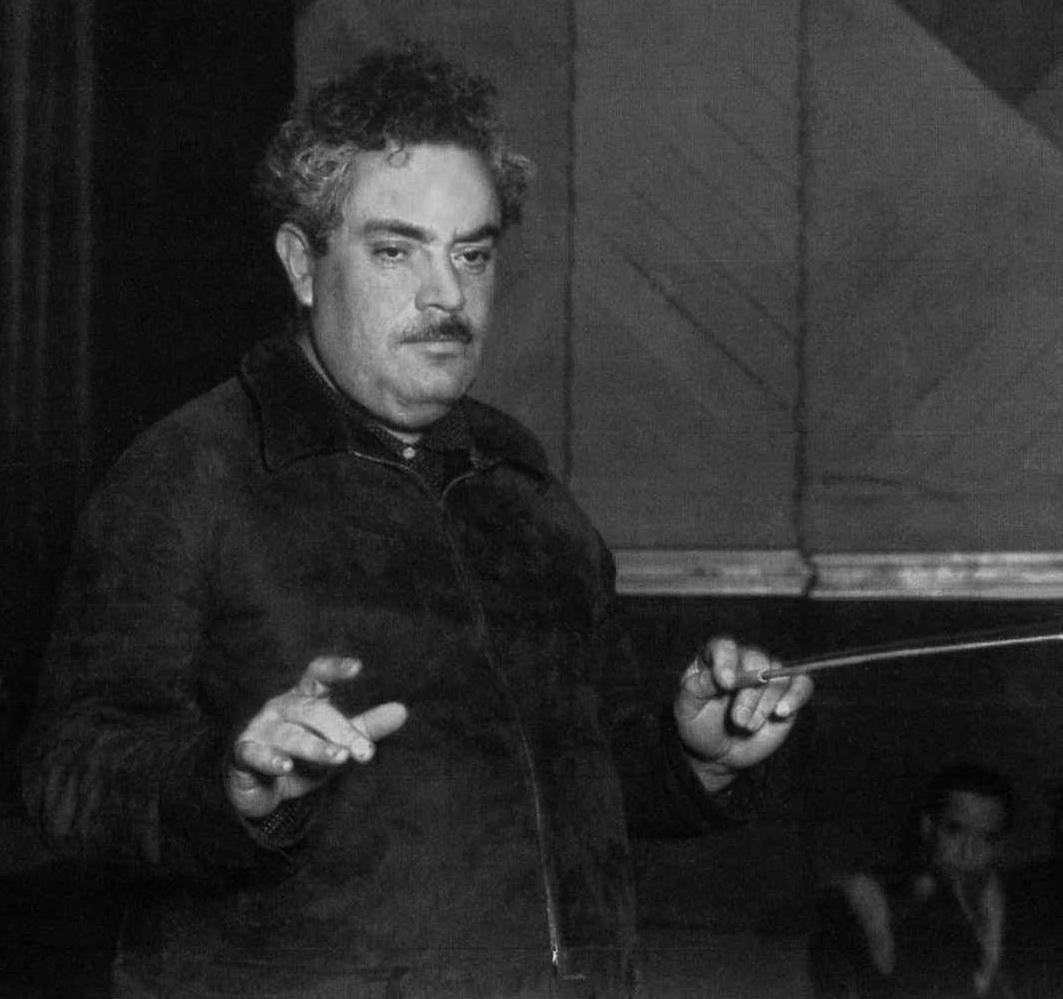
Silvestre Revueltas

- 1er janvier : Raymond Loucheur, compositeur français († 14 septembre 1979).
- 2 janvier : Alexandre Tcherepnine, compositeur et pianiste russe puis américain († 29 septembre 1977).
- 5 janvier : Ruggero Gerlin, claveciniste italien († 17 juin 1983).
- 7 janvier : Francis Poulenc, compositeur français († 30 janvier 1963).
- 10 janvier : Daniel Guilet, violoniste français († 14 octobre 1990).
- 12 janvier : Pierre Bernac, baryton léger ou baryton Martin († 17 octobre 1979).
- 2 février : Sante Zanon, compositeur italien († 29 janvier 1965).
- 12 février : Albert Huybrechts, musicien et compositeur belge († 21 février 1938).
- 14 février : Lovro von Matačić, chef d'orchestre croate († 4 janvier 1985).
- 15 février : Georges Auric, compositeur français († 23 juillet 1983).
- 21 février : Clara Clairbert, soprano belge († 16 août 1970).
- 1er mars : Edmund J. Pendleton, musicien et compositeur († 31 janvier 1987).
- 2 mars : Harald Agersnap, compositeur, chef d'orchestre, violoncelliste et pianiste danois († 16 janvier 1982).
- 5 mars : Patrick Hadley, compositeur, chef d'orchestre et pédagogue anglais († 17 décembre 1973).
- 10 mars : Finn Høffding, compositeur danois († 3 mars 1997).
- 12 mars : Mansi Barberis, compositrice, violoniste, professeur de musique et chef d'orchestre roumaine († 11 octobre 1986).
- 17 mars : Radie Britain, compoistrice américaine († 23 mai 1994).
- 26 mars : William Baines, pianiste et compositeur britannique († 6 novembre 1922).
- 31 mars :
  - Leo Borchard, chef d'orchestre russe († 23 août 1945).
  - Pantcho Vladiguerov,  compositeur, pédagogue, et pianiste bulgare († 8 septembre 1978).
  - Franz Völker, ténor allemand († 4 décembre 1965).
- 7 avril : Robert Casadesus, pianiste français († 19 septembre 1972).
- 18 avril : Zdeněk Chalabala, chef d'orchestre tchèque († 4 mars 1962).
- 21 avril :
  - Rolland-Georges Gingras, organiste, professeur, critique et compositeur québécois († 14 décembre 1964).
  - Randall Thompson, compositeur et pédagogue américain († 9 juillet 1984).
- 29 avril : Yngve Sköld, compositeur suédois († 6 décembre 1992).
- 1er mai : Jón Leifs, compositeur islandais († 30 juillet 1968).
- 5 mai : Antoine Chenaux, compositeur, organiste et ingénieur vaudois († 2 janvier 1991).
- 20 mai : Paul Camerlo, chanteur, metteur en scène et directeur d'opéra († 15 octobre 1980).
- 1er juin : Werner Janssen, chef d'orchestre et compositeur américain († 19 septembre 1990).
- 8 juin : Eugène Lapierre, organiste, professeur, compositeur, musicographe canadien († 21 octobre 1970).
- 12 juin : Josef Wolfsthal, violoniste et pédagogue autrichien († 3 février 1931).
- 13 juin : Carlos Chávez, compositeur mexicain († 2 août 1978).
- 16 juin : Helen Traubel, soprano américaine († 28 juillet 1972).
- 21 juin : Pavel Haas, compositeur tchèque († 17 octobre 1944).
- 27 juin : Adolphe Sibert, chef d'orchestre et producteur radiophonique († 10 novembre 1991).
- 30 juin : Jean-Marie Plum, organiste et compositeur belge († 28 mars 1944).
- 4 juillet : Roy Henderson, baryton britannique († 16 mars 2000).
- 5 juillet : Suzanne Demarquez, compositrice, critique musical et professeur française († 23 octobre 1965).
- 7 juillet : Otto Cesana, compositeur américain († 9 décembre 1980).
- 29 juillet : Ludwig Weber, basse autrichienne († 9 décembre 1974).
- 30 juillet : Gerald Moore, pianiste anglais († 13 mars 1987).
- 1er août : William Steinberg, chef d'orchestre allemand († 16 mai 1978).
- 9 septembre : Maria Yudina, pianiste russe († 19 novembre 1970).
- 16 septembre :
  - Leopoldo Querol, pianiste espagnol († 26 août 1985).
  - Hans Swarowsky, chef d'orchestre autrichien († 10 septembre 1975).
- 23 septembre : Noëlie Pierront, organiste, concertiste et pédagogue française († 25 septembre 1988).
- 1er octobre : Lajos Bárdos, compositeur, chef d'orchestre, chef de chœur hongrois († 18 novembre 1986).
- 9 octobre : Francisco Casanovas, chef d'orchestre, compositeur, professeur, clarinettiste, saxophoniste et flûtiste espagnol († 16 décembre 1986).
- 19 octobre : Sidonie Goossens, harpiste britannique († 15 décembre 2004).
- 18 novembre :
  - Barbara Giuranna, compositrice et pianiste italienne († 31 juillet 1998).
  - Eugene Ormandy, chef d'orchestre et violoniste américain d'origine hongroise († 12 mars 1985).
- 28 novembre : Alice Wanda Landowski, musicologue française († 18 avril 1959).
- 29 novembre : Gustave Reese, musicologue et professeur américain († 7 septembre 1977).
- 30 novembre : Hans Krása, compositeur tchéco-allemand († 17 octobre 1944).
- 2 décembre : John Barbirolli, chef d'orchestre et violoncelliste britannique († 29 juillet 1970).
- 4 décembre : Lucienne Radisse, violoncelliste et actrice française († 17 janvier 1997).
- 5 décembre : Bolesław Woytowicz, pianiste et compositeur polonais († 11 juin 1980).
- 7 décembre : Camille Jacquemin, compositeur belge († 17 juillet 1947).
- 15 décembre : Jules-Philippe Godard, compositeur, pianiste, trompettiste et chef d'orchestre († 8 octobre 1978).
- 25 décembre : Mohamed Triki, chef d'orchestre et compositeur tunisien († 27 février 1998).
- 31 décembre : Silvestre Revueltas, compositeur, chef d'orchestre et violoniste mexicain († 5 octobre 1940).

## Décès

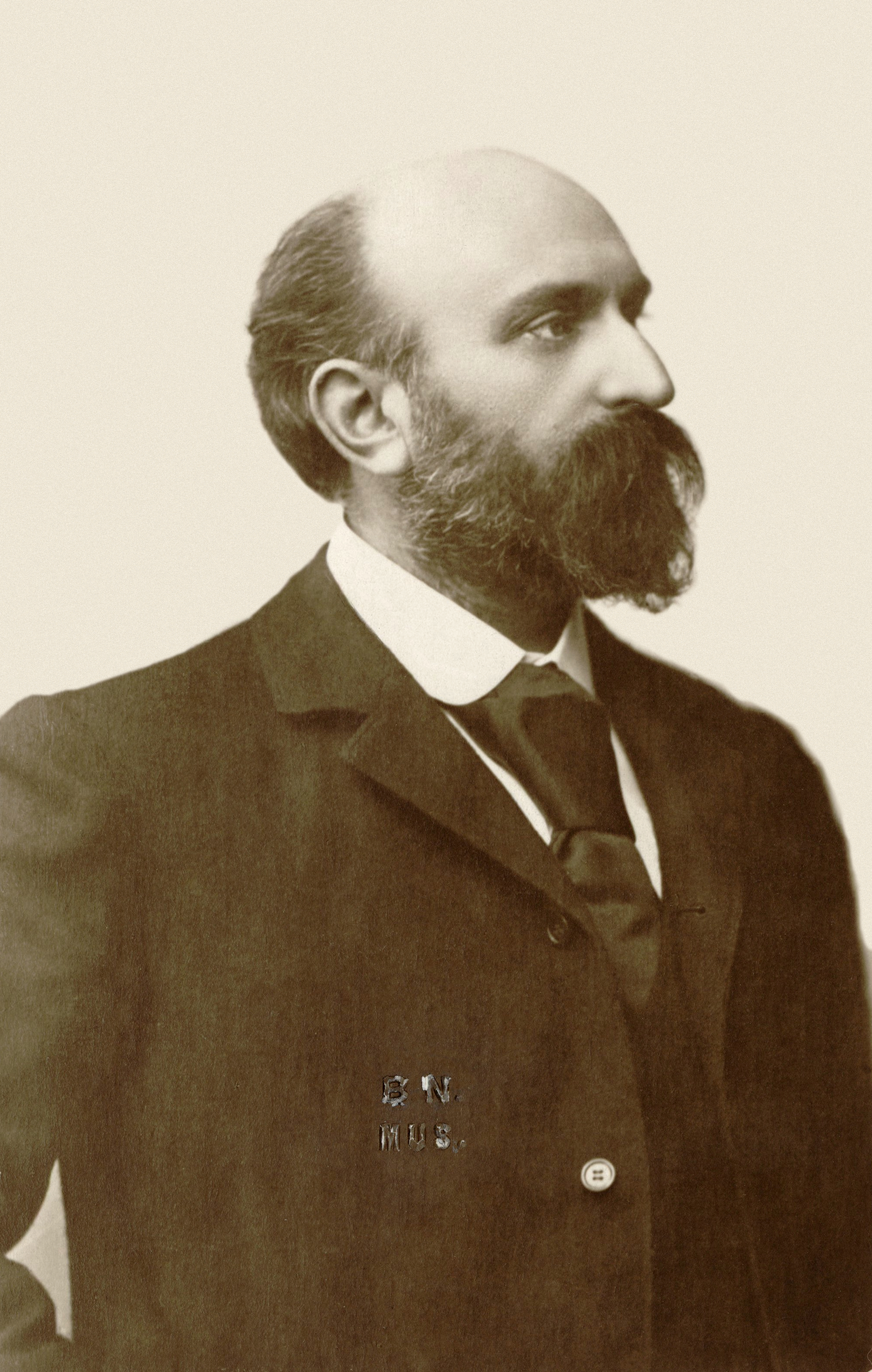
Ernest Chausson

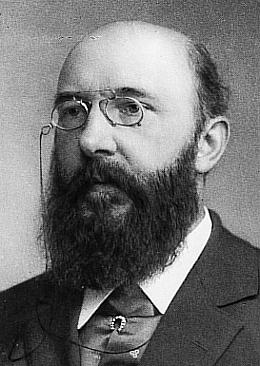
Johann Nepomuk Fuchs

- 10 janvier : Albert Becker, compositeur et chef d'orchestre allemand (° 13 juin 1834).
- 3 février : Amalie Joachim, contralto allemande (° 10 mai 1839).
- 24 février : Charles Nuitter, dramaturge et librettiste français (° 24 avril 1828).
- 11 avril : Émile de Najac, librettiste français (° 11 avril 1889).
- 29 mai : Frantz Jehin-Prume, violoniste et compositeur belge (° 18 avril 1839).
- 3 juin : Johann Strauss II compositeur autrichien (° 25 octobre 1825).
- 10 juin : Ernest Chausson, compositeur français (° 20 janvier 1855).
- 13 juin : Peter Ludwig Hertel, compositeur et arrangeur allemand (° 21 avril 1817).
- 16 juin : August Winding, compositeur, pianiste et pédagogue danois (° 24 mars 1835).
- 30 septembre : Charles Bannelier, critique musical et musicographe français (° 15 février 1840).
- 13 octobre : Aristide Cavaillé-Coll, facteur d'orgue français (° 4 février 1811).
- 15 octobre : Johann Nepomuk Fuchs, compositeur et maître de chapelle autrichien (° 5 mai 1842).
- 22 octobre : Ernst Mielck, compositeur finlandais (° 24 octobre 1877).
- 23 octobre : Ludwig Straus, violoniste autrichien (° 28 mars 1835).
- 11 décembre : Marietta Piccolomini, soprano italienne (° 5 mars 1834).
- 20 décembre : Romain Bussine, poète, baryton, compositeur et professeur de chant français (° 4 novembre 1830).
- 21 décembre :
  - Joseph Dupont, violoniste, chef d'orchestre et directeur de théâtre belge (° 3 janvier 1838).
  - Charles Lamoureux, violoniste et chef d'orchestre français (° 21 septembre 1834).
- 28 décembre : Dominique Ducharme, pianiste, organiste et pédagogue canadien (° 14 mai 1840).
- 31 décembre : Carl Millöcker, chef d'orchestre autrichien, compositeur d'opérettes (° 29 avril 1842).